# Jürgen Edelmann-Nusser
Jürgen Edelmann-Nusser (* 1964) ist ein deutscher Sportwissenschaftler und Hochschullehrer.

## Werdegang und Leben
Edelmann-Nusser studierte an der Universität Stuttgart bis 1998 Elektrotechnik sowie Sportwissenschaft und war hernach an derselben Hochschule als wissenschaftlicher Mitarbeiter tätig. 1998 wurde dort seine Doktorarbeit (Titel: Taskzustandsdiagramme und neuronale Netze als Modelle paralleler Informationsverarbeitung sportlicher Handlung und Bewegung) angenommen.
Er wechselte 1999 an die Otto-von-Guericke-Universität Magdeburg, an welcher er 2005 seine Habilitation abschloss. Der Titel seiner Schrift lautete Sport und Technik: Anwendungen moderner Technologien in der Sportwissenschaft. 2006 und 2007 hatte Edelmann-Nusser an der Technischen Universität Darmstadt eine Professorenstelle für Informations- und Kommunikationstechnologien im Sport inne, im Oktober 2007 trat er an der Otto-von-Guericke-Universität Magdeburg eine Professur für Sport und Technik an.
Edelmann-Nusser befasst sich in seiner wissenschaftlichen Arbeit vorrangig mit den Arbeitsfeldern Messtechnik/Leistungsdiagnostik, Sportinformatik sowie Sportgeräten (z. B. Laufschuhe, Bögen im Bogenschießen, Rodelschlitten und Snowboard-Bindungen).